# Radiotelevisione Italiana
A RAI vagy Rai (olaszul Radio Audizioni Italia), teljes nevén Radiotelevisione Italiana Olaszország közszolgálati rádió- és tévétársasága. 1924-ben alakult, 1954-ben kapta jelenlegi nevét. A RAI központi székháza Rómában, a Via Mazzinin található. Műsorainak egy részét Milánóból sugározzák. Az európai kontinens ötödik legnagyobb televíziótársasága egyben.
A RAI adásait a környező országokban is fogadják, köztük Albániában, Boszniában, Horvátországban, Franciaországban, Máltán, Monacóban, Montenegróban, San Marinóban, Szlovéniában, Svájcban, Szerbiában, Tunéziában és a Vatikánvárosban, valamint máshol a fizetős televízión és egyes szabadkereskedelmi csatornákon Európában, beleértve az Egyesült Királyságot a Hotbird műholdon. A RAI bevételeinek fele a műsorszórásból származó licencdíjakból, a fennmaradó rész a reklámidő értékesítéséből származik. 1950-ben a RAI egyike lett az Európai Műsorszolgáltatók Szövetségének 23 alapító tagjának.

## Története
- 1924: Megalakul URI (Unione Radiofonica Italiana) néven.
- 1928: Nevet változtat: EIAR (Ente Italiano Audizioni Radofoniche).
- 1931: Első önálló székháza (Róma, Via Ariago 10).
- 1944: A ma ismert RAI nevet veszi fel.
- 1954: A rendszeres televíziós műsorszórás kezdete három közvetítőállomással (Róma, Milánó, Torino).
- 1961: A Seconda Rete (2-es csatorna) indulása.
- 1968: Átadják a torinói gyártóbázist.
- 1972: Az 1972. évi nyári olimpiai játékok közvetítésével megvalósul a Rai első színes közvetítése.
- 1975. Rai-reform: megváltozik a Rai működése, a két csatorna két különböző politikai párt ellenőrzése alá kerül. Létrehozzák a televíziós játékfilmek forgalmazásával foglalkozó SACIS céget.
- 1977: Ötéves kísérletezés után február 1-jétől a Rai csatornáin hivatalosan is áttér a színes adásra.
- 1979: Terza rete (3-as csatorna, regionális műsorokkal).
- 1983: A három csatorna megkapja a RAI nevet, és a csatornaszámot felcserélve a régi Rete 1, Rete 2 és Rete 3 elnevezést.
- 1987: A Rai három tv-csatornája immáron országos sugárzású lett, a Rai, hogy kiegyensúlyozott maradjon, a három televíziós csatornáját felosztja a pártok között: Rai Uno kereszténydemokrata, Rai Due szocialista és a Rai Tre kommunista szellemiségűvé válik, ez a felosztás 1992-ig marad érvényes.[4]
- 1990: A Saxa Rubra állomáson (Róma északi külvárosában) újabb székházat kap.
- 1991: A Rai szervezésében Rómában tartják az Eurovíziós Dalversenyt.
- 1996: Megindul a műholdas digitális adás.
- 1997: Létrehozzák az AgCom-ot, amely a Rai működését felügyeli.
- 1999: Elindul a Rai News 24 hírcsatorna, amely először kábeltelevíziós társaságoknál volt elérhető.
- 2000: A fehér lepkés logó megjelenése. Likviditási gondok miatt a csatorna 99,5%-os finanszírozását a Gazdasági és Pénzügyminisztérium által fenntartott Rai Holding S.p.A. cég folytatja.
- 2004: A földi digitális műsorszórás kezdete.
- 2010: A lepkés logót felváltja a kék kockás Rai-logó a csatornamegnevezéssel.
- 2012. Olaszország egész területén digitálisan sugároz.
- 2016. Elindul a Rai 4K, amely Ultra HD (3840x2160) felbontásban sugároz és először műholdas társaságoknál volt elérhető.

## Üzleti struktúrái
- Radio Rai
- Rai Cultura
- Rai Vaticano
- Rai Quirinale
- Rai Cinema
- Rai Fiction
- Rai Ragazzi
- Rai Gold
- Struttura Grandi Eventi
- Rai Teche

A Rai Cultura a kulturális, ismeretterjesztő és oktató műsorok tartalomszolgáltatásával foglalkozik, ehhez tartoznak a Rai 5, Rai Scuola és Rai Storia csatornák.
Rai Vaticano a vatikáni műsorok készítésével foglalkozik.
Rai Quirinale a mindenkori köztársasági elnöknek helyt adó Quirinale-palotai közvetítésekkel foglalkozik, így az államfö év végi beszédének élő sugárzásával is.
Rai Fiction a televíziós sorozatok, tévéfilmek, szappanoperák, rajzfilmek készítésével foglalkozik, amiknek premierje a főcsatornákon látható. Ez a struktúra látja el a Rai Premium műsorkínálatát, amely a Rai legsikeresebb sorozatait sugározza.

## Televíziócsatornák
| Logó | Csatorna neve | Digitális földi sugárzás | Digitális műholdas sugárzás tivùsat | A Rai.tv Streaming szolgáltatását tartalmazza | Digitális műholdsugárzás Sky Italia |
| ---- | ------------- | ------------------------ | ----------------------------------- | --------------------------------------------- | ----------------------------------- |
|      | Rai 1         |                          |                                     |                                               |                                     |
|      | Rai 2         |                          |                                     |                                               |                                     |
|      | Rai 3         |                          |                                     |                                               |                                     |
|      | Rai 4         |                          |                                     |                                               |                                     |
|      | Rai 5         |                          |                                     |                                               |                                     |
|      | Rai Movie     |                          |                                     |                                               |                                     |
|      | Rai Premium   |                          |                                     |                                               |                                     |
|      | Rai Gulp      |                          |                                     |                                               |                                     |
|      | Rai Yoyo      |                          |                                     |                                               |                                     |
|      | Rai News 24   |                          |                                     |                                               |                                     |
|      | Rai Storia    |                          |                                     |                                               |                                     |
|      | Rai Sport     |                          |                                     |                                               |                                     |
|      | Rai Scuola    |                          |                                     |                                               |                                     |

### Televíziós csatornák tematikája
- Rai 1 - általános tematikájú: az egész családnak
- Rai 2 - általános tematikájú: dinamikus, fiataloknak szóló műsorok
- Rai 3 - általános tematikájú: társadalom széles rétegének, regionális adások, háttérműsorok
- Rai 4 - tematikus: fiataloknak szóló filmek és kultuszfilmek
- Rai 5 - tematikus: kulturális műsorok: színházi, tánc- és operaközvetítések, dokumentumfilmek
- Rai 6 - fiataloknak szóló zenecsatorna
- Rai Gulp - gyermekeknek és kamaszoknak szóló tematikus csatorna
- Rai Movie - mozicsatorna
- Rai News 24 - hírcsatorna
- Rai Premium - televíziós sorozatok és a Rai legsikeresebb műsorai
- Rai Scuola - ismeretterjesztő és oktató csatorna
- Rai Sport - sportcsatorna
- Rai Storia - történelmi csatorna
- Rai Yoyo - mesecsatorna 0-6 éves gyerekeknek
- Rai 4K
- Rai Italia
- Rai World Premium
- Rai Ladinia - ladin nyelvű műsorokat ad Trentino-Alto Adige területén
- Rai Südtirol - német nyelvű műsorokat ad Trentino-Alto Adige területén
- Rai Parlamento - parlamenti tudósítások szerkesztősége

## Rádiócsatornák
| Logó | Csatorna neve            | AM | FM | Kábelszolgáltatás | DAB/DAB+ | A Rai.tv streaming szolgáltatása | Az iTunes streaming szolgáltatása | Digitális földi sugárzás | Digitális műholdas sugárzás |
| ---- | ------------------------ | -- | -- | ----------------- | -------- | -------------------------------- | --------------------------------- | ------------------------ | --------------------------- |
|      | Rai Radio 1              |    |    |                   |          |                                  |                                   |                          |                             |
|      | Rai Radio 2              |    |    |                   |          |                                  |                                   |                          |                             |
|      | Rai Radio 3              |    |    |                   |          |                                  |                                   |                          |                             |
|      | Rai Radio Tutta Italiana |    |    |                   |          |                                  |                                   |                          |                             |
|      | Rai Radio Classica       |    |    |                   |          |                                  |                                   |                          |                             |
|      | Rai Radio Techete'       |    |    |                   |          |                                  |                                   |                          |                             |
|      | Rai Radio Live           |    |    |                   |          |                                  |                                   |                          |                             |
|      | Rai Radio Kids           |    |    |                   |          |                                  |                                   |                          |                             |
|      | Rai Isoradio             |    |    |                   |          |                                  |                                   |                          |                             |
|      | Rai GrParlamento         |    |    |                   |          |                                  |                                   |                          |                             |

### A rádiócsatornák tematikája
- Rai Radio 1 – popzene, régi slágerek, hírműsorok, közéleti műsorok, háttérbeszélgetések, sportközvetítés
- Rai Radio 2 – zene és szórakoztató műsorok
- Rai Radio 3 – kulturális műsorok és klasszikus zenei hangversenyek, hasonló a Bartók Rádió műsorához
- Rai Radio Tutta Italiana – könnyűzene, reklámok nélkül
- Rai Radio Classica – klasszikus zene, reklámok nélkül
- Rai Radio Techete' – válogatás a Rai rádiójának archívumából
- Rai Radio Live – 24 órás műsor, Olaszország legfőbb jelenkori és múltbéli eseményeiről készít műsort
- Rai Radio Kids
- Rai GR Parlamento – parlamenti tudósítások
- Rai Isoradio – az olaszországi autópályák rádiója: hírek és zenei műsorok

## Székház és a Rai gyártóbázisai
A Rai adminisztrációs székháza Rómában a viale Giuseppe Mazzini, 14 alatt található. A vezetési teendőket megosztva, az előbb említett római székházban és Torinóban a via Cavallin levő Rai felhőkarcolóban végzik. Torinóban található emellett a Rai kutatási és technológiai innovációs központja és a Piazza Rossaro, 1 alatti hangversenyterem, ahol az olasz nemzeti szimfonikus zenekar felvételei készülnek.

### A televíziós műsorok gyártóbázisai
| Székhely | Televíziós gyártóbázis neve                    | Felépítése                                            |
| -------- | ---------------------------------------------- | ----------------------------------------------------- |
| Róma     | CPTV via Teulada, 66                           | 9 stúdió                                              |
| Róma     | Biagio Agnes gyártóbázis, Saxa Rubra           | 14 stúdió                                             |
| Róma     | CPTV Nomentano Dear - via Ettore Romagnoli, 30 | 6 stúdió                                              |
| Róma     | Teatro delle Vittorie                          | nagy befogadóképességű stúdió a varieté műsorok miatt |
| Róma     | A Rai Foro Italico-i hangversenyterem          | hangversenyterem                                      |
| Milánó   | Rai milánói gyártóbázisa, Corso Sempione, 27   | 5 stúdió                                              |
| Milánó   | CPTV East End Studios - Via Mecenate, 76       | 4 stúdió + 1 hangversenyterem                         |
| Nápoly   | CP Viale Marconi, 9                            | 6 stúdió + 1 hangversenyterem                         |
| Torino   | CP via Verdi, 16                               | 8 stúdió + 1 hangversenyterem                         |

### A rádiós műsorok gyártóbázisa
| Székhely | Rádiós műsor gyártóbázisának neve |
| -------- | --------------------------------- |
| Róma     | CPRF Via Asiago, 10               |
| Róma     | Biagio Agnes gyártóbázis          |
| Milánó   | CP Corso Sempione, 27             |
| Nápoly   | CP Viale Marconi, 9               |
| Torino   | CP via Verdi, 31                  |

## A RAI Igazgatótanácsa és vezetői
A 2004. évi 112-es, ún. „Gasparri-törvény” értelmében a Rai vezetőségét adó igazgatótanácsát nemcsak a részvényesek nevezik ki hanem: 7 tagot a Rai felügyeletét ellátó parlamenti bizottsága is delegál, két tagot a Gazdasági és Pénzügyminisztérium (Ministero dell'Economia e delle Finanze) delegál, ezek közül az egyik az elnök. A Rai Igazgatótanácsának hároméves mandátuma van, aminek tagjai egyszer újraválaszthatók.
A Gazdasági és Pénzügyminisztérium javaslatot tesz, és delegálja az Igazgatótanács elnökét, aki akkor töltheti be posztját, ha az Igazgatótanács kétharmada megszavazza.
Az Igazgatótanács nevezi ki emellett a vezérigazgatót, akinek szintén hároméves mandátuma van, és egyszer újraválasztható. Személyére az előbb említett minisztérium tesz javaslatot. Az Igazgatótanács feladata a Rai mint vállalat pénzgazdálkodását ellenőrizni és ellátni, emellett a közszolgálati műsorszórásból eredő kötelezettségeit teljesíteni.

### Elnökei
| Név                   | tól                | ig                 | Megjegyzés                                                   |
| --------------------- | ------------------ | ------------------ | ------------------------------------------------------------ |
| Antonio Carrelli      | 1954. június 3.    | 1961. január 4.    |                                                              |
| Novello Papafava      | 1961. január 4.    | 1964. március 25.  |                                                              |
| Pietro Quaroni        | 1964. május 29.    | 1969. április 12.  |                                                              |
| Aldo Sandulli         | 1969. április 23.  | 1970. február 18.  |                                                              |
| Umberto delle Fave    | 1970. március 24.  | 1975. április 22.  |                                                              |
| Beniamino Finocchiaro | 1975. május 23.    | 1977. január 20.   |                                                              |
| Paolo Grassi          | 1977. január 20.   | 1980. június 12.   |                                                              |
| Sergio Zavoli         | 1980. június 12.   | 1986. október 23.  |                                                              |
| Enrico Manca          | 1986. október 23.  | 1992. február 19.  |                                                              |
| Walter Pedullà        | 1992. február 19.  | 1993. július 13.   |                                                              |
| Claudio Dematté       | 1993. július 13.   | 1994. július 12.   |                                                              |
| Letizia Moratti       | 1994. július 12.   | 1996. április 24.  |                                                              |
| Giuseppe Morello      | 1996. április 24.  | 1996. július 10.   |                                                              |
| Vincenzo Siciliano    | 1996. július 10.   | 1998. január 21.   |                                                              |
| Roberto Zaccaria      | 1998. február 3.   | 2002. február 16.  |                                                              |
| Vittorio Emiliani     | 2002. február 16.  | 2002. február 22.  | kora miatt átmeneti                                          |
| Antonio Baldassarre   | 2002. március 5.   | 2003. február 26.  |                                                              |
| Paolo Mieli           | 2003. március 7.   | 2003. március 13.  | Az Alsóház elnöke nevezte ki, de hivatalát sosem töltötte be |
| Lucia Annunziata      | 2003. március 13.  | 2004. május 4.     |                                                              |
| Francesco Alberoni    | 2004. május 5.     | 2005. május 31.    | kora miatt átmeneti                                          |
| Sandro Curzi          | 2005. június 1.    | 2005. július 30.   | kora miatt átmeneti                                          |
| Claudio Petruccioli   | 2005. július 31.   | 2009. március 25.  |                                                              |
| Paolo Garimberti      | 2009. március 26.  | 2012. június 8.    |                                                              |
| Anna Maria Tarantola  | 2012. június 8.    | 2015. augusztus 5. |                                                              |
| Monica Maggioni       | 2015. augusztus 6. | 2018. július 26.   |                                                              |
| Marcello Foa          | 2018. július 27.   |                    |                                                              |

### Vezérigazgatói
| Neve                      | tól                | ig                   |
| ------------------------- | ------------------ | -------------------- |
| Giovan Battista Vicentini | 1954. március 13.  | 1955 március 13.     |
| Rodolfo Arata             | 1956. április 13.  | 1960. szeptember 30. |
| Ettore Bernabei           | 1961. január 5.    | 1974. szeptember 18. |
| Michele Principe          | 1975. május 23.    | 1977. január 25.     |
| Giuseppe Glisenti         | 1977. január 26.   | 1977. június 17.     |
| Pierantonino Berté        | 1977. július 12.   | 1980. június 18.     |
| Villy de Luca             | 1980. június 19.   | 1982. július 21.     |
| Biagio Agnes              | 1982. július 29.   | 1990. február 1.     |
| Gianni Pasquarelli        | 1990. február 5.   | 1993. július 23.     |
| Gianni Locatelli          | 1993. július 23.   | 1994. augusztus 3.   |
| Gianni Billia             | 1994. augusztus 3. | 1994. december 31.   |
| Raffaele Minicucci        | 1995. január 16.   | 1996. február 28.    |
| Aldo Materia              | 1996. március 6.   | 1996. július 15.     |
| Franco Iseppi             | 1996. július 15.   | 1998. február 8.     |
| Pier Luigi Celli          | 1998. február 9.   | 2001. február 9.     |
| Claudio Cappon            | 2001. február 9.   | 2002. március 19.    |
| Agostino Saccà            | 2002. március 19.  | 2003. március 27.    |
| Flavio Cattaneo           | 2003. március 27.  | 2005. augusztus 5.   |
| Alfredo Meocci            | 2005. augusztus 5. | 2006. június 20.     |
| Claudio Cappon            | 2006. június 22.   | 2009.április 2.      |
| Mauro Masi                | 2009. április 2.   | 2011. május 2.       |
| Lorenza Lei               | 2011. május 3.     | 2012. július 16.     |
| Luigi Gubitosi            | 2012. július 17.   | 2015. augusztus 5.   |
| Antonio Campo Dall'Orto   | 2015. augusztus 6. | 2017. június 2.      |
| Mario Orfeo               | 2017. június 9.    |                      |

### A Rai vezetősége
| Részleg                                  | Igazgató              |
| ---------------------------------------- | --------------------- |
| Igazgatótanács Elnöke                    | Monica Maggioni       |
| Vezérigazgató                            | Mario Orfeo           |
| Igazgatótanács Titkára                   | Nicola Claudio        |
| VÁLLALATI ÉS ÜZLETI TEVÉKENYSÉGEK        |                       |
| Vezérigazgató személyzetise              | Guido Rossi           |
| HR és szervezeti ügyekért felelős vezető | Paolo Galletti        |
| Kommunikáció, belső és külső PR          | Giovanni Parapini     |
| Jogi igazgató                            | Pierpaolo Cotone      |
| Műszaki igazgató                         | Genséric Cantournet   |
| Értékesítési igazgató                    | Felice Ventura        |
| Sportközvetítési jogok                   | Pier Francesco Forleo |
| Televíziós anyagok                       | Andrea Sassano        |

### Csatornaigazgatók

#### Televíziós csatornák
| Csatorna neve            | Igazgató neve            | Hivatalba lépése     |
| ------------------------ | ------------------------ | -------------------- |
| Rai 1                    | Andrea Fabiano           | 2016. február 18.    |
| Rai 2                    | Ilaria Dallatana         | 2016. február 18.    |
| Rai 3                    | Stefano Coletta          | 2017. július 27.     |
| Rai 4                    | Angelo Teodoli           | 2016. február 18.    |
| Rai 5                    | Pasquale D'Alessandro    | 2013. szeptember 19. |
| Rai Movie                | Angelo Teodoli           | 2016. február 18.    |
| Rai Premium              | Angelo Teodoli           | 2016. február 18.    |
| Rai Yoyo                 | Luca Milano              | 2017. április 13.    |
| Rai Gulp                 | Luca Milano              | 2017. április 13.    |
| Rai News 24              | Antonio Di Bella         | 2016. február 3.     |
| Rai Storia               | Silvia Calandrelli       | 2011. július 20.     |
| Rai Scuola               | Silvia Calandrelli       | 2011. július 20.     |
| Rai Sport Rai Sport + HD | Gabriele Romagnoli       | 2016. február 18.    |
| Rai 3 BIS FJK            | Guido Corso              | 2013. június 3.      |
| Rai Südtirol             | Vittorio Longati         | 2013. augusztus 1.   |
| Rai Italia               | Piero Alessandro Corsini | 2016. június         |

#### Rádiós csatornák
| Csatorna neve            | Igazgató neve            | Hivatalba lépése   |
| ------------------------ | ------------------------ | ------------------ |
| Rai Radio 1              | Gerardo Greco            | 2017. június 15.   |
| Rai Radio 2              | Paola Marchesini         | 2014. június 12.   |
| Rai Radio 3              | Marino Sinibaldi         | 2009. augusztus 3. |
| Rai Radio Tutta Italiana | Gianmaurizio Foderaro    | 2017. június 12.   |
| Rai Radio Classica       | Maria Gabriella Ceracchi | 2017. június 12.   |
| Rai Radio Techete'       | Andrea Borgnino          | 2017. június 12.   |
| Rai Radio Live           | Fabrizio Casinelli       | 2017. június 12.   |
| Rai Radio Kids           | Gianfranco Onofri        | 2017. június 12.   |
| Rai Isoradio             | Danilo Scarrone          | 2013. november 14. |
| Rai Gr Parlamento        | Gerardo Greco            | 2017. június 15.   |
| Rai Radio Trst A         | Guido Corso              | 2013. június 3.    |
| Rai Südtirol Radio       | Vittorio Longati         | 2013. augusztus 1. |

### Hír és közéleti műsorok igazgatói

#### Televízió
| Hírműsor vagy csatorna neve | Igazgató neve      | Hivatalba lépése   |
| --------------------------- | ------------------ | ------------------ |
| TG1                         | Andrea Montanari   | 2017. június 15.   |
| TG2                         | Ida Colucci        | 2016. augusztus 4. |
| TG3                         | Luca Mazzà         | 2016. augusztus 4. |
| Rai News                    | Antonio Di Bella   | 2016. február 6.   |
| Rai Sport                   | Gabriele Romagnoli | 2016. február 18.  |
| Rai Parlamento              | Nicoletta Manzione | 2016. augusztus 4. |

#### Rádió
| Hírműsor neve      | Igazgató neve | Hivatalba lépés  |
| ------------------ | ------------- | ---------------- |
| Giornale Radio Rai | Gerardo Greco | 2017. június 15. |

#### Regionális híradók
| Hírműsor neve | Igazgató neve     | Hivatalba lépése  |
| ------------- | ----------------- | ----------------- |
| TGR           | Vincenzo Morgante | 2013. október 17. |

## Az Igazgatótanács jelenlegi tagjai

### A Rai felügyeletét ellátó parlamenti bizottság delegáltjai
- Carlo Freccero (5 Csillag Mozgalom delegáltja)[6]
- Guelfo Guelfi
- Rita Borioni
- Franco Siddi
- Paolo Messa
- Arturo Diaconale (Forza Italia delegáltja)
- Giancarlo Mazzuca (Forza Italia delegáltja)

### A Gazdasági és Pénzügyminisztérium delegáltjai
- Marcello Foa (Igazgatótanács elnöke)
- Fabrizio Salini

## Finanszírozása

### Részvényesek
- Gazdasági és Pénzügyminisztérium (Ministero dell'Economia e delle Finanze): 99,56%
- Olasz Írók és Kiadók Társasága (SIAE): 0,44%[1]

### Előfizetési kötelezettség
A Rai csatornáiért Olaszországban előfizetői díjat (olaszul: canone) kell fizetni, ami 2017-ig évi 100 euró volt, azóta 90 euró.
Az előfizetés adókötelesnek számít, amire az ÁFA (IVA) 4%-os adókulcsa és a kormányzati javakra kivetett illeték (Tassa sulla concessione governativa) adótárgyaként jelenik meg. Az adókivetés névre szóló és az adott háztartás – ami lakóhely és nyaraló is lehet – összes televíziókészülékét érinti. Nem számítanak a működtetési hely tulajdoni viszonyai, hiszen ugyanúgy adókötelezettség terheli a lakóhely és a nyaraló tulajdonosát és a bérlőt is. A törvény nem tesz különbséget az állampolgárok között, az Olaszországban élő külföldieknek és az országban tartózkodó turistáknak ugyanúgy fizetniük kell. Utóbbi esetben közvetett adónemként kell fizetni, amit a szálláshely-szolgáltatók számítanak fel.

#### Kivételek
Nem kell előfizetői díjat fizetni az alábbi esetekben:
- Akik nem rendelkeznek televíziós vevőkészülékkel: Az adózó bevallást küld az adóhivatalnak, hogy nem rendelkezik televíziókészülékkel, amit saját felelősségére tesz. Az adómentesség 1 évre érvényes.[9]
- Az Olasz Fegyveres Erők katonája: Az adómentesség csak a katonai kórházak kórtermeire és a katona saját lakrészében található egyetlen televíziókészülékre vonatkozik. Az adómentesség nem érvényes a közös helyiségekben elhelyezett televíziós készülékekre.[10]
- A NATO haderejéhez tartozó, külföldi katonának
- A diplomáciai és a konzulátusi alkalmazottaknak
- Televíziókészülékek kiskereskedőinek és szerelőinek
- Rádiók és autórádiók után
- A 75 éven felülieknek: akiknek éves jövedelme nem haladja meg a 6713,98 eurót és akik televíziókészülékkel csak a saját lakóhelyükön rendelkeznek.[8]

#### Probléma az előfizetési díjjal
A törvény nem követte a technikai fejlődést, így nem érvényes az előfizetési díjkötelezettség a személyi számítógépek, tabletek, okostelefonok esetében.
Emellett ezzel az adónemmel csalnak a legtöbbet, az adófizetési kötelezettséggel rendelkezők 25%-a.
A Második Prodi-kormány a sok adócsalás miatt 2006-ban törvénymódosítást hajtott végre, amivel az előfizetési díjat automatikusan a villanyszámla részeként tüntetik fel. 2016-ban a Renzi-kormány bejelentette, hogy azon idősek adómentességét felemeli és az éves 8000 eurós jövedelemig.
A 2016-os módosítással együtt azon adófizetők, akik nem fizetik az előfizetői díjat és rendelkeznek televíziókészülékkel illetve, akik nem rendelkeznek készülékkel, és nem kérték az adómentességet a megadott határidőre, azoknak pénzbírságot szabnak ki, és felfüggesztik az áramszolgáltatást, mivel az előfizetői díj a villanyszámla része. Számos kritika érte emiatt a Rait.

## Kritikák

### Lottizazzione („Parcellázás”)
A RAI társaságot története során több megfigyelő, politikus és újságíró is elfogultsággal vádolta meg. Kezdve azzal, hogy mindig is alávetette magát kormányzati és parlamenti ellenőrzésnek. A másik gyakori vád, a sokszínűség hiánya, a gyakori cenzúra alkalmazása a politikusok számára kínos műsorokkal szemben.
A Rai 1975-ben a politikai pártok harca nyomán a Rai 1 az Olasz Kereszténydemokrata Párt, a Rai 2 az Olasz Szocialista Párt befolyása alá került. A Rai 3-at 1987-ben az Olasz Kommunista Párt kapta meg, kritikusabb hangvétel szerint ezek a csatornák szócsövekké váltak. A rádiós csatornákkal hasonlóan jártak el: Radio 1 a balközép pártok, Radio 2 a jobbközép pártok, a Radio 3 pedig a kis pártok (Olasz Liberális Párt, Olasz Köztársasági Párt) befolyása alá került.
A „parcellázás” tovább folytatódott a Tangentopoli-ügy kirobbanása után is: A Rai az 1990-es években a baloldal felé húzott, a 2000-es évek elején csak a Rai 3-on futó TG3 maradt baloldali szellemiségű. A TG1 Clemente Mimun igazgatása alatt kormánypárti, a TG2 pedig a Nemzeti Szövetség által támogatott Mauro Mazza vezetése alá került.

### Bolgár rendelet
2002. április 18-án Silvio Berlusconi miniszterelnök Szófiában tartott sajtótájékoztatót, ahol bejelentette, hogy a Rai mint közszolgálati média részéről „bűnös dolog” volt, hogy leadták a 2001-es olaszországi parlamenti választások alatt Enzo Biagi, Michele Santoro újságírók és Daniele Luttazzi humorista Berlusconit kritizáló műsorait, és kijelentette, hogy a „Rai új vezetésének kötelessége, hogy ezt a kritizálást ne engedje meg többet”. Ezt követően a Rai 2002 szeptemberében megszüntette a három műsorvezető műsorát és elbocsátották őket. Az eset nagy felháborodás váltott ki az ellenzék és a sajtó részéről is.

### Viszály a Renzi-kormány ideje alatt
2015-ben több politikus is felháborodott, amikor kiderült, hogy a Rai két vezérigazgató-helyettesnek, a Renzihez hűséges Luigi De Siervo és Giancarlo Leone műsorvezetőt neveznék ki.
A Rait elfogultsággal 2016 augusztusában vádolták meg, amikor a vezérigazgató Antonio Campo Dall'Orto kinevezte a TG2, TG3 híradók, a Rai Parlamento és Rai Radio 1 új vezetőit. A jobboldali Il Giornale napilap egyenesen a miniszterelnököt, Matteo Renzit vádolta meg, hogy bekebelezte a Rait. Ennek következtében a Rait felügyelő bizottság két kormánypárti delegáltja lemondott a tisztségéről. A jobboldali Secolo d'Italia napilap szerint Bianca Berlinguer a TG3 igazgatójának leváltásával a kormány „politikai tisztogatása” véget ért, s már nem maradt kritikus hang és megvalósult Renzi totális uralma a közmédiában.

## Logók

1954 – 1983
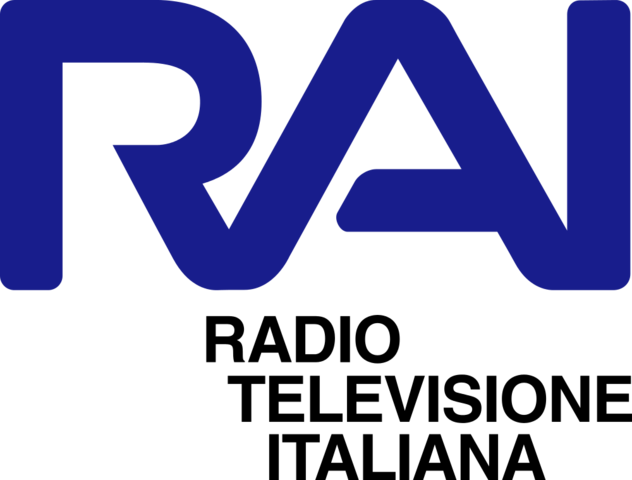
1983 – 1987
1987 – 2000
2000 – 2010
2010 – 2016
2016 –

## Hírműsorok
- TG1
- TG2
- TG3
- TGR